# Álvaro Saborío
Pour les articles homonymes, voir Álvaro.
Álvaro Saborío est un footballeur international costaricien né le 25 mars 1982 à Ciudad Quesada. Cet attaquant s'est notamment illustré en MLS et a disputé plus de 100 matchs en sélection pour 36 buts inscrits.

## Parcours
Le 16 juillet 2015, Saborio est transféré à D.C. United en échange de Luis Silva. Néanmoins, après une saison et demie, il quitte D.C. United pour retourner au Costa Rica.
Après seulement un mois au Deportivo Saprissa, il annonce sa retraite sportive le 9 février 2017 après une altercation avec des partisans de son équipe. Il poursuit néanmoins sa carrière en deuxième puis de nouveau en première division avec l'AD San Carlos.

## Statistiques
| Saison                | Club                   | Championnat           | Championnat | Championnat | Coupe(s) nationale(s) | Coupe(s) nationale(s) | Compétition(s) continentale(s) | Compétition(s) continentale(s) | Compétition(s) continentale(s) | Séries | Séries | Costa Rica | Costa Rica | Total | Total |
| Saison                | Club                   | Division              | M.          | B.          | M.                    | B.                    | Comp.                          | M.                             | B.                             | M.     | B.     | M.         | B.         | M.    | B.    |
| 2006-2007             | FC Sion                | Super League          | 31          | 14          | 0                     | 0                     | C3                             | 3                              | 0                              | -      | -      | 9          | 4          | 43    | 18    |
| 2007-2008             | FC Sion                | Super League          | 34          | 17          | 2                     | 1                     | C3                             | 3                              | 1                              | -      | -      | 6          | 1          | 45    | 20    |
| 2008-2009             | FC Sion                | Super League          | 22          | 5           | 4                     | 1                     | -                              | -                              | -                              | -      | -      | 15         | 6          | 41    | 12    |
| Sous-total            | Sous-total             | Sous-total            | 87          | 36          | 6                     | 2                     | -                              | 6                              | 1                              | 0      | 0      | 30         | 11         | 129   | 50    |
| 2009-2010             | Bristol City FC (prêt) | Championship          | 19          | 2           | 2                     | 0                     | -                              | -                              | -                              | -      | -      | 5          | 2          | 26    | 4     |
| 2010                  | Real Salt Lake         | MLS                   | 27          | 12          | 2                     | 0                     | LCC                            | 5                              | 6                              | 2      | 0      | 2          | 1          | 38    | 19    |
| 2011                  | Real Salt Lake         | MLS                   | 22          | 11          | 0                     | 0                     | LCC                            | 6                              | 2                              | 3      | 3      | 8          | 2          | 39    | 18    |
| 2012                  | Real Salt Lake         | MLS                   | 31          | 17          | 0                     | 0                     | LCC                            | 3                              | 2                              | 2      | 0      | 10         | 6          | 46    | 25    |
| 2013                  | Real Salt Lake         | MLS                   | 16          | 12          | 3                     | 2                     | -                              | -                              | -                              | 3      | 1      | 13         | 2          | 35    | 17    |
| 2014                  | Real Salt Lake         | MLS                   | 16          | 8           | 0                     | 0                     | -                              | -                              | -                              | 2      | 0      | 4          | 3          | 22    | 11    |
| 2015                  | Real Salt Lake         | MLS                   | 14          | 3           | 1                     | 0                     | -                              | -                              | -                              | -      | -      | 6          | 1          | 21    | 4     |
| Sous-total            | Sous-total             | Sous-total            | 126         | 63          | 6                     | 2                     | -                              | 14                             | 10                             | 12     | 4      | 43         | 15         | 201   | 94    |
| 2015                  | D.C. United            | MLS                   | 12          | 4           | 0                     | 0                     | LCC+LCC                        | 0+0                            | 0+0                            | 3      | 0      | 2          | 0          | 17    | 4     |
| 2016                  | D.C. United            | MLS                   | 19          | 6           | 0                     | 0                     | LCC                            | 1                              | 0                              | 0      | 0      | 4          | 0          | 24    | 6     |
| Sous-total            | Sous-total             | Sous-total            | 31          | 10          | 0                     | 0                     | -                              | 1                              | 0                              | 3      | 0      | 6          | 0          | 41    | 10    |
| 2016-2017             | Deportivo Saprissa     | Primera División      | 4           | 1           | -                     | -                     | -                              | -                              | -                              | -      | -      | 0          | 0          | 4     | 1     |
| 2017-2018             | AD San Carlos          | Segunda División      |             |             | -                     | -                     | -                              | -                              | -                              | -      | -      | -          | -          | 0     | 0     |
| 2018-2019             | AD San Carlos          | Primera División      | 48          | 28          | -                     | -                     | -                              | -                              | -                              | -      | -      | 3          | 0          | 51    | 28    |
| 2019-2020             | AD San Carlos          | Primera División      | 28          | 13          | -                     | -                     | LC+LCC                         | 3+0                            | 0+0                            | -      | -      | -          | -          | 31    | 13    |
| 2020-2021             | AD San Carlos          | Primera División      | 22          | 9           | -                     | -                     | -                              | -                              | -                              | -      | -      | -          | -          | 22    | 9     |
| Sous-total            | Sous-total             | Sous-total            | 98          | 50          | 0                     | 0                     | -                              | 3                              | 0                              | 0      | 0      | 3          | 0          | 104   | 50    |
| 2020-2021             | LD Alajuelense (prêt)  | Primera División      | 18          | 6           | -                     | -                     | LC                             | 3                              | 2                              | -      | -      | -          | -          | 21    | 8     |
| Total sur la carrière | Total sur la carrière  | Total sur la carrière | 383         | 168         | 14                    | 4                     | -                              | 27                             | 13                             | 15     | 4      | 87         | 28         | 526   | 217   |

## Palmarès
- Champion du Costa Rica en 2004 et en 2006 avec Deportivo Saprissa.
- Vice Champion du Costa Rica en 2003  avec Deportivo Saprissa.
- Vice-champion de la Coupe des champions de la CONCACAF en 2004  avec Deportivo Saprissa.
- 3e de la Coupe du monde des clubs en 2005  avec Deportivo Saprissa.
- Vainqueur de la Coupe de Suisse en 2009 avec le FC Sion.
- 4 sélections pour 1 but marqué avec le Costa Rica Olympique[4].
- 70 sélections pour 27 buts marqués avec le Costa Rica.

## Distinctions personnelles
- Meilleur buteur du Championnat du Costa Rica avec Deportivo Saprissa saison 2003-2004 avec 25 buts
- Meilleur buteur du FC Sion saison 2006-2007 avec 14 buts
- Meilleur buteur du FC Sion saison 2007-2008 avec 17 buts (4e buteur du championnat)
- MLS Newcomer of the Year : 2010

## Vie privée
Álvaro parle quatre langues : le français, le portugais l'espagnol et l'anglais.